# Salut (prenom)
Salut és un prenom femení català, variant simplificada del prenom Maria de la Salut, derivat de l'advocació mariana a la Mare de Déu de la Salut, patrona de Palma i d'altres viles dels Països Catalans. Originalment, els prenoms derivats d'advocacions marianes completaven el nom de Maria (Maria de) fins que han pres significat per si mateixos, i, lògicament, són femenins.

## Origen
La Salut és una de les advocacions de la Mare de Déu. Dona nom a molts santuaris i ermites dels Països Catalans (Empordà, Urgell, Plana de Vic, Vallès, Mallorca, etc.). L'etimologia d'aquest nom ve del llatí salute, que significa salut.

## Festa onomàstica
- Mare de Déu de la Salut, 8 de setembre[1]